# Namibiana
Namibiana es un género de serpientes de la familia Leptotyphlopidae. Las especies de este género se distribuyen por Sudáfrica, Namibia y Angola.

## Especies
Se reconocen las siguientes cinco especies:
- Namibiana gracilior (Boulenger, 1910)
- Namibiana labialis (Sternfeld, 1908)
- Namibiana latifrons (Sternfeld, 1908)
- Namibiana occidentalis (FitzSimons, 1962)
- Namibiana rostrata (Bocage, 1886)